# Живий переріз річки
Живи́й пере́різ рі́чки — частина поперечного перетину русла річки, яку займає вода. Кількість води, що проходить через живий переріз за одну секунду, називається витратою води. 